# Хотаносакська мова
Хотаносакська мова (хотанська) — одна з сакських мов, що панувала у хотанській оазі (південь Таримського басейну). Офіційна мова оази і мова багатої буддистської літератури.
Хотаносакська добре вивчена та атестована в численних сутрах, документах, включаючи розмовники та «Книгу Замбасти» на 200 аркушах, тюрськсько-хотаносакський словник, тощо.
Виходячи з порівняльно-історичного методу дослідження хотаносакської фонетики, Герценберг виділив такі етапи розвитку цієї мови: загальносакський, передхотаносакський та засвідчений письмово ранньохотаносакський (власне мова хотанської оази, «Книга Замбасти», кілька сутр і документів) і пізньохотаносакський (мова Турфану, ділові документи, розмовники, путівники).
За спостереженням Л. Г. Герценберга, ряд слів у мові саків Хотану продовжує авестійські «девовські» слова: kamalä «голова», порівн. авест. kamәrәδә «голова демона», kṣīa «вчитель», порівн. авест. t kaēša-«лжевчення», що може свідчити про протистояння авестійців та стародавніх предків хотанських саків та деяким чином підтверджує гіпотезу про незороастрійське віросповідання середньоазійських саків. До цих прикладів можна додати:
- ggalū «родина» (від *garduv-<gard-) (DKS, 96),
- gaṇḍye «споруда» від *garganta- (DKS, 79), СР авест. gәrәδә — «будинок демона»;
- hīnā-«військо» (DKS, 590), порівн. авест. haēnā — «вороже військо»;
- paśa uda-«рот» від *pa(ti) -zafta- (DKS, 000), Ср авест. zafar — «рот демона, паща»;
- ggośtä-«рука» (DKS, 16) від *gabasti-«рука», порівн. авест. gava — «рука демона, лапа», тощо.

Примітно, що хотаносакське слово urmaysde, aurmaysde (DKS, 52, 59) — позначення не верховного божества Ахурамазди, а звичайного сонця, як, наприклад, і хорезмійське rēmažd і ішкашимське rēmuz (ці слова можуть вважатися результатом пізнього зороастрійського впливу).
На початку XI ст. Хотан був завойований уйгурами-мусульманами та писемність, пов'язана з буддійською культурою, зникла.

## Інші сакські мови
Менш відомі також такі сакські мови Центральної Азії:
- тумшуцькосакська (Tumshuqese) (7 століття н. е.) — місто Тумшук на півночі пустелі Такла-Макан. Перебувала у контакті з тохарськими мовами;
- муртуцькосакська — Муртук на схід від Кашгару на заході Такла-Маку, відомий з тексту «Кармавакана»;
- індійсько-сакська — мова індійських завойовників саків, відомий лише по декількох словах;
- кашгарськосакська — Кашгар на заході Такла-Макан, відомий лише по непрямих даних в китайських джерелах.